# کینگدم هارتس ۲
کینگدم هارتس ۲ (به ژاپنی: キングダムハーツII Kingudamu Hātsu Tsū) یک بازی ویدئویی به سبک نقش‌آفرینی اکشن است که توسط شرکت اسکوئر انیکس در دسامبر ۲۰۰۵ برای کنسول پلی‌استیشن ۲ ساخته و منتشر شده‌است. این سومین نسخه در مجموعه بازی‌های کینگدم هارتس به‌شمار می‌رود و دنبالهٔ بازی کینگدم هارتس در سال ۲۰۰۲ است که با همکاری شرکت‌های والت دیزنی و اسکوئر، عناصر مختلفی از دیزنی و اسکوئر را به یک بازی اکشن نقش‌آفرینی تبدیل کرده‌اند. داستان بازی یک سال پس از قسمت کینگدم هارتس: زنجیره‌ای از خاطرات اتفاق می‌افتد، و سورا شخصیت اصلی و قابل کنترل در دو نسخهٔ پیشین در این قسمت نیز به دنبال دوستان گمشدهٔ خود می‌گردد. این عنوان همانند نسخه‌های پیشین دارای شخصیت‌های وسیعی است که ترکیبی از شخصیت‌های دنیای دیزنی و سری فاینال فانتزی در خود گنجانده‌است. نسخه میکس نهایی این بازی بعدها با وضوح بالا بازسازی شد و در سطح جهانی به عنوان بخشی از کلکسیون بازی کینگدم هارتس اچ‌دی ۲٫۵ ریمیکس برای کنسول‌های پلی‌استیشن ۳، پلی‌استیشن ۴ و ایکس‌باکس وان در دسترس قرار گرفت.
کینگدم هارتس ۲ بلافاصله پس از عرضه با واکنش‌های مثبتی از سوی منتقدان همراه بود و به یک عنوان موفق تبدیل شد و توانست جوایز بسیاری را از وبگاه‌های نقد بازی دریافت کند. این بازی با میانگین امتیاز ۸۷٫۴۶ و ۸۷ از ۱۰۰ به ترتیب در وبگاه‌های گیم رنکینگز و متاکریتیک قرار دارد. یک ماه پس از انتشار بازی در آمریکای شمالی، بیش از دو میلیون نسخه به فروش رساند و عنوان دومین بازی پرفروش سال ۲۰۰۶ را به خود اختصاص داد. این بازی تا ۳۱ مارس ۲۰۰۷، بیش از چهار میلیون نسخه در سراسر جهان منتشر ساخته بود.